# Joan Rabascall
Joan Rabascall (Barcelona, 1935) és un artista català, les obres del qual tenen un clar missatge de crítica social; són especialment famoses les seves obres amb els petits televisors de joguet.

## Recorregut artístic
Va estudiar a l'escola superior d'arts decoratives (Escola Massana) i més tard a l'escola nacional de Belles Arts de París, ciutat en què resideix habitualment des de 1962. Ha estat catalogat com un dels artistes més singulars dels anomenats 'catalans de París'.
De nen, Rabascall va començar a col·leccionar objectes, com porta-retrats, maquinetes de fer punta als llapis, souvenirs de petits televisors de joguet, etc., els quals amb el temps van passar a ser objectes de les seves obres. Criticava i se'n reia dels mitjans de comunicació, a vegades furiós, tot i que cal situar-lo en l'Espanya de l'època franquista. Els collages realitzats a mitjans de la dècada del 1960 a París, amb retalls de diaris, parlen de l'atractiu dels productes de consum, de la fascinació per les armes, del "model de vida americà" o de les idees que es tenen dels homes i de les dones encara que no siguin del tot certes.
Durant l'època a París, va col·laborar amb els també artistes Miralda, Jaume Xifra i Benet Rossell, però posteriorment es va deslligar del grup i va iniciar la seva etapa més individual.
És de destacar l'obra "Bandera Olímpica", una peça inèdita realitzada amb motiu dels Jocs Olímpics de Múnic de 1972, on l'artista carrega contra el que no li agrada d'aquest esdeveniment.
De tornada a l'estat espanyol, a finals de l'època d'en Franco i en els anys de la transició Rabascall realitza la sèrie "Spain is Different" (1976); en aquestes obres critica fets com el turisme, la televisió o el futbol. Posteriorment fa la instal·lació "Elecciones Show", amb els temes de les primeres eleccions democràtiques i el "destape" de rerefons. En la sèrie "Paysages Souvenir" fa collages de postals de llocs que havien estat camps de concentració nazis però que ara són turístics; aquestes imatges i les de "Paisatges Costa Brava" assenyalen el turisme com una màquina transformadora que esborra la memòria dels llocs.

## Exposicions
Ha participat en multitud d'exposicions internacionals, i des de l'any 1964 ha exposat de manera regular en països com França, Itàlia, Estats Units, Japó i Brasil.
Entre les seves exposicions figuren les de:
- Spain is different, Barcelona, 1976[9]
- Idees i actituds, Centre d'Art Santa Mònica, Barcelona, 1992
- Monument a la televisió, Palau de la Virreina, 1993[9]
- La ciudad, Centre Georges Pompidou, París i Centre de Cultura Contemporània, Barcelona
- Logo non logo, Thread Waxing Space, Nova York, 1994
- La ciudad en Europa, Museu d'Art Contemporani, Tòquio
- Cara a la Historia, Centre Georges Pompidou, París, 1996
- Juegos y simulacros, Canal de Isabel II, Madrid, 1999
- Las cien sonrisas de Mona Lisa, Museu Metropolità, Tòquio, 2000
- Azerty, Centre Georges Pompidou, París 2001
- Primera generación. Arte e imagen en movimiento, 1963-1986, Museu Reina Sofia, Madrid, 2006[4]
- Rabascall. Producció 1964-1982, MACBA, Barcelona, 2009[7][10][5]
- Costa Brava. 30 anys amb Joan Rabascall", Museu de l'Empordà[11]

## Premis i distincions
- 2009: Premi Ciutat de Barcelona d'arts visuals[12]